# Луис Доналдо Колосио
Луис Доналдо Колосио-Муријета (шп. Luis Donaldo Colosio-Murrieta; Магдалена де Кино, 10. фебруар 1950 — Тихуана, 23. март 1994) је био мексички политичар, економиста и председнички кандидат Институционалне револуционарне партије, који је био убијен на предизборном митингу у Тихуани током кампање за председничке изборе у Мексику 1994.